# TechRadar
TechRadar es una publicación en línea propiedad de Future y se enfoca en tecnología. Tiene equipos editoriales en los EE. UU., el Reino Unido y Australia y ofrece noticias y reseñas de productos y dispositivos tecnológicos. Fue lanzado en 2008 y se expandió a los EE. UU. en enero de 2012, con una fiesta de lanzamiento ostentosa en el club Tao en The Venetian Hotel durante la feria CES en 2013. Se expandió aún más a Australia en octubre de 2012. Se expandió aún más a Australia en octubre de 2012. Fue el mayor consumidor de tecnología, noticias y sitio de revisión del Reino Unido a partir de 2013.
TechRadar también tiene versiones con licencia en Italia, España, Alemania, Francia, Noruega, Suecia, Dinamarca, Finlandia, Países Bajos y Bélgica. Las versiones de India y Medio Oriente del sitio cerraron en octubre de 2022. También tiene dos sitios derivados, TechRadar Pro y TechRadar Gaming.
TechRadar es propiedad de Future plc, la sexta mayor editorial del Reino Unido. En el cuarto trimestre de 2017, TechRadar entró en el top 100,[cita requerida] de las clasificaciones de publicaciones de medios de EE. UU. de Similarweb como el 93.° sitio de medios más grande de Estados Unidos.

## Editores
Lance Ulanoff es el actual editor en jefe de EE. UU. y Marc McLaren es el editor en jefe del Reino Unido. Los editores anteriores incluyen a Paul Douglas, Gareth Beavis, Darren Murph, Patrick Goss y Marc Chacksfield.

## TechRadar Pro
TechRadar Pro, un brazo del sitio principal, es una propiedad enfocada en b2b con énfasis en las pequeñas empresas. La submarca "actúa como una fuente complementaria de información dirigida específicamente a empresas y tomadores de decisiones", dice la compañía. Una propiedad relacionada, 5GRadar.com, se enfoca en la industria móvil.

## TechRadar Gaming
La extensión de marca más nueva, TechRadar Gaming, o TRG, se lanzó el 17 de diciembre de 2021 y tiene como objetivo "sentarse en la intersección del hardware y los juegos, aprovechando las fortalezas de las marcas existentes para brindar la mejor experiencia a la audiencia de juegos". El editor en jefe es Julian Benson. La compañía describió una ola de contrataciones relacionadas con el sitio como "la mayor inversión en juegos en una década".